# Watelet (Automarke)
Watelet war eine belgische Fahrzeugmarke von etwa 1907.

## Markengeschichte
Das herstellende Unternehmen war eine Werkstatt. Sie hatte ihren Sitz an der Kreuzung Avenue Roosevelt und Avenue des Phalènes in Brüssel. Seit 1910 steht dort das Maison Delune.

## Fahrzeuge
Hergestellt und vermarktet wurden Automobile, Fahrräder und Motorboote.